# Willie Espero
Willie Espero (né le 6 novembre 1960) est un homme politique américain qui a été sénateur d'Hawaï entre 2002 et 2018.

## Biographie
Il est diplômé de l'Université de Seattle en 1982. Il a été élu sénateur du 19e district de l'État d'Hawaï en 2002, dont il démissionne en 2018.